# Isekai no Sata wa Shachiku Shidai
Isekai no Sata wa Shachiku Shidai (japonês: 異世界の沙汰は社畜次第; conhecido em inglês como The Other World's Books Depend on the Bean Counter) é uma série japonesa de light novels escrita por Yatsuki Wakatsu e ilustrada por Kikka Ohashi. Foi serializada virtualmente de março a dezembro de 2018 no website de publicação de romances gerados pelo usuário, Shōsetsuka ni Narō. Posteriormente, foi adquirida pela Enterbrain, que publicou três volumes desde fevereiro de 2019. Uma adaptação em mangá, ilustrada por Kazuki Irodori, é serializada pela revista digital B's Log Comic, da Enterbrain, desde março de 2020 e já foi compilada em seis volumes de tankōbon. Uma adaptação em série de televisão de anime produzida pelo Studio Deen está programada para estrear em janeiro de 2026.

## Sinopse
Seiichirou Kondou é um contador de 29 anos e um trabalhador compulsivo inveterado. Quando ele é acidentalmente transportado para outro mundo, não só exige um emprego como também começa a reorganizar todo o desleixado Departamento de Contabilidade Real. Mas quando ele se mete em encrenca e quase morre de excesso de trabalho, o belo Comandante Aresh intervém para salvá-lo, e os dois desenvolvem uma relação física única, como uma forma de tratamento médico.

## Personagens
Seiichirou Kondou (近藤誠一郎, Kondō Seiichirō)
Voz de: Kent Itō (PV, anime)
Aresh Indrak (アレシュ・インドラーク, Areshu Indorāku)
Voz de: Tomoaki Maeno (PV, anime)
Norbert (ノルベルト, Noruberuto)
Voz de: Seiichiro Yamashita (anime)
Kamil (カミル, Kamiru)
Voz de: Hiroki Tōchi (anime)
Siegvold (シーグヴォルド, Shīguborudo)
Voz de: Yūki Ono (PV)

## Mídias

### Light novel
Escrita por Yatsuki Wakatsu, Isekai no Sata wa Shachiku Shidai foi inicialmente serializada de março a dezembro de 2018 através do Shōsetsuka ni Narō, um website de publicação de romances gerados pelos usuários. A série posteriormente foi adquirida pela Enterbrain, que começou a publicação como light novel, com ilustrações de Kikka Ohashi, em 28 de fevereiro de 2019. Até setembro de 2021, três volumes já foram lançados. A série é licenciada pela Yen Press na América do Norte.
| N.º | Data de lançamento      | ISBN              |
| --- | ----------------------- | ----------------- |
| 1   | 28 de fevereiro de 2019 | 978-4-04-735538-5 |
| 2   | 31 de julho de 2020     | 978-4-04-736204-8 |
| 3   | 30 de setembro de 2021  | 978-4-04-736799-9 |

### Mangá
Uma adaptação em mangá, ilustrada por Kazuki Irodori, começou a ser serializada em 26 de março de 2020, através da revista digital B's Log Comic da Enterbrain. Até novembro de 2024, os capítulos em mangá já foram compilados em seis volumes de tankōbon.

Durante seu painel na Anime NYC de 2021, a Yen Press anunciou que havia licenciado a adaptação em mangá para publicação em inglês.
| N.º | Data de lançamento     | ISBN              |
| --- | ---------------------- | ----------------- |
| 1   | 30 de outubro de 2020  | 978-4-04-736394-6 |
| 2   | 30 de julho de 2021    | 978-4-04-736710-4 |
| 3   | 30 de maio de 2022     | 978-4-04-736999-3 |
| 4   | 1º de março de 2023    | 978-4-04-737384-6 |
| 5   | 1º de dezembro de 2023 | 978-4-04-737727-1 |
| 6   | 1º de novembro de 2024 | 978-4-04-738154-4 |

### Anime
Uma adaptação para anime foi anunciada em 1º de novembro de 2024. Posteriormente, foi confirmado que será uma série de televisão produzida pelo Studio Deen e dirigida por Shinji Ishihara, com Akira Yamada como assistente de direção, Yoshiko Nakamura responsável pela composição da série, Maki Fujii pelo design dos personagens e Megumi Ōhashi pela composição musical. A série tem estreia prevista para janeiro de 2026.

### Outras mídias
Em comemoração ao lançamento do segundo volume da adaptação em mangá, um vídeo promocional com as vozes de Kent Itō e Tomoaki Maeno foi publicado no mesmo dia no canal oficial da Kodokawa Corporation no YouTube. Outro vídeo promocional também foi lançado para comemora o lançamento do quinto volume do mangá, com Itō e Maeno reprisando seus papéis e Yūki Ono.

## Recepção
Até novembro de 2024, a série já possuía mais de 1.4 milhão de cópias em circulação.